# Acrobolbus cinerascens
Acrobolbus cinerascens là một loài rêu tản trong họ Acrobolbaceae. Loài này được (Lehm. & Lindenb.) Schiffner miêu tả khoa học lần đầu tiên năm 1893.